# 特拉哈瓦

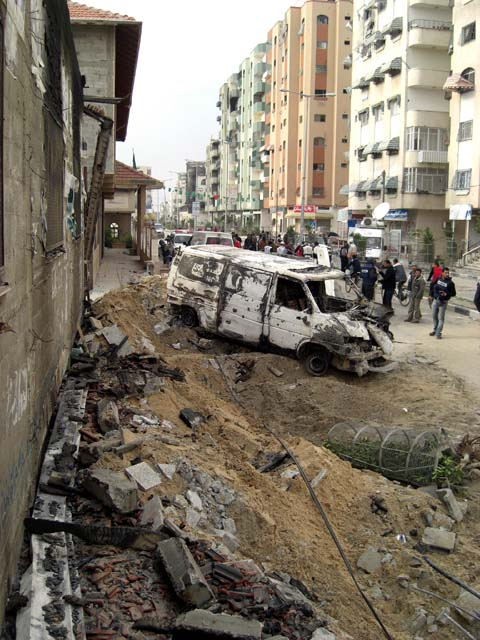
特拉哈瓦的街道景象

特拉哈瓦 (阿拉伯语：تل الهوا）是加沙地帶加薩南部的一个街区，由巴勒斯坦民族权力机构于20世纪90年代末創立，是加薩较富裕的地区之一。 境內有加沙伊斯兰大学和巴勒斯坦民族权力机构内政部。 2008年加沙戰爭期間當地遭到严重破坏。